# 미분 등급 리 대수
수학에서 미분 등급 리 대수(微分等級Lie代數, 영어: differential graded Lie algebra)는 서로 호환되는 공사슬 복합체와 리 초대수의 구조를 갖는 수학 구조이다. 호모토피 이론과 대수기하학에서 사용된다.

## 정의
가환환 {\displaystyle K}가 주어졌다고 하자. {\displaystyle K} 위의 미분 등급 리 대수 {\displaystyle (L^{\bullet },\mathrm {d} ,[,])}는 다음과 같은 데이터로 주어진다.
- {\displaystyle K}-공사슬 복합체 {\displaystyle \textstyle L=\bigoplus _{i\in \mathbb {Z} }L^{i}}, {\displaystyle \mathrm {d} \colon L^{i}\to L^{i+1}}. 즉,
  - 각 {\displaystyle L^{i}}는 {\displaystyle K}-가군이다.
  - {\displaystyle \mathrm {d} \circ \mathrm {d} =0}이다.
- {\displaystyle \textstyle L^{+}=\bigoplus _{i\in \mathbb {Z} }L^{2i}}, {\displaystyle \textstyle L^{-}=\bigoplus _{i\in \mathbb {Z} }L^{2i+1}} 위의 {\displaystyle K}-리 초대수 구조 {\displaystyle [-,-]}. 즉, 다음이 성립한다.
  - {\displaystyle [x,x]=0\qquad (x\in L^{+})}
  - {\displaystyle [x,[x,x]]=0\qquad (x\in L^{-})}
  - (교환 법칙) {\displaystyle [x,y]+(-)^{ij}[y,x]=0\qquad (x\in L^{i},\;y\in L^{j})}
  - (야코비 항등식) {\displaystyle (-)^{ki}[x,[y,z]]+(-)^{ij}[y,[z,x]]+(-)^{jk}[z,[x,y]]=0\qquad (x\in L^{i},\;y\in L^{j},\;z\in L^{k})}

이 데이터는 다음과 같은 두 호환 조건을 만족시켜야 한다.
- (차수) {\displaystyle [x,y]\in L^{i+j}\qquad (x\in L^{i},\;y\in L^{j})}
- (곱 규칙) {\displaystyle \mathrm {d} [x,y]=[\mathrm {d} x,y]+(-)^{i}[x,\mathrm {d} y]\qquad (x\in L^{i},\;y\in L^{j})}

## 같이 보기
- 미분 등급 대수
- 단체 리 대수
- L∞-대수

## 참고 문헌
- Quillen, Daniel (1969년 9월). “Rational homotopy theory”. 《The Annals of Mathematics》 (영어) 90 (2): 205–295. doi:10.2307/1970725. ISSN 0003-486X. JSTOR 1970725.